# ژابتسه
ژابتسه (به لهستانی:  Żabce) یک روستا در لهستان است که در گمینا مینزژتس پودلاسکی واقع شده‌است.